# Pyotraumatische Dermatitis

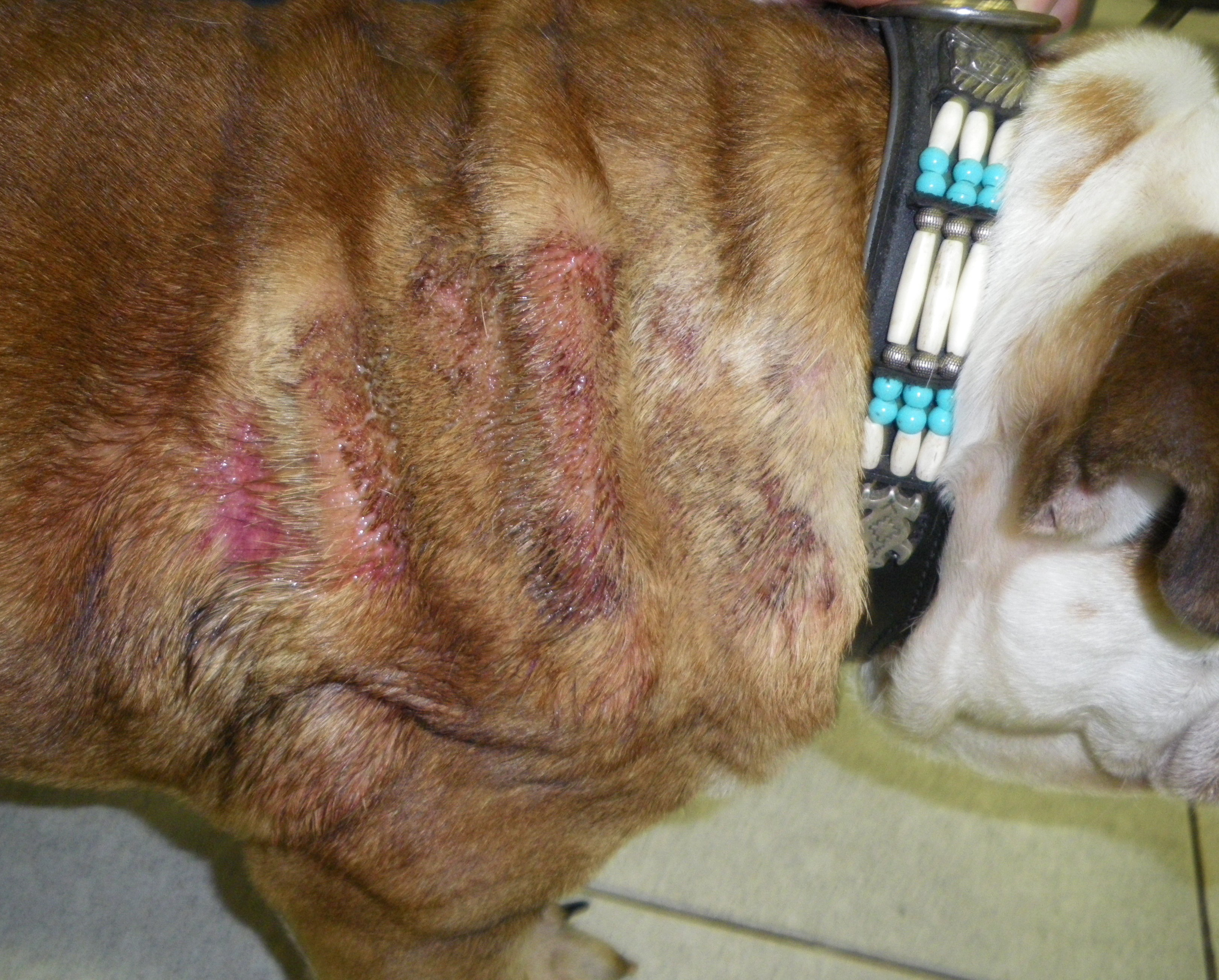
Ausgedehnte Pyotraumatische Dermatitis bei einer Englischen Bulldogge

Die Pyotraumatische Dermatitis („hot spot“) ist eine Form der Oberflächenpyodermie, die durch eine lokal begrenzte Entzündung der oberflächlichen Epidermisschichten gekennzeichnet ist. Sie ist vor allem bei Haushunden, insbesondere bei Tieren mit langem, dichten Fell häufig, und tritt vor allem in den Sommermonaten auf.
Auslöser sind meist harmlose kleine Hautverletzungen oder Juckreiz auslösende Faktoren wie Flohstiche, Cheyletiellose, Fremdkörper, verfilztes Fell, Allergien (Flohallergie, Futterallergie), die durch Selbsttraumatisierung (Jucken, Kratzen) schnell zu einer bakteriellen Besiedlung und Vereiterung der Haut führen. Eine feuchte und warme Hautoberfläche fördert das Wachstum der Bakterien, die zumeist zur normalen Hautflora gehören, wie beispielsweise Staphylococcus intermedius. Klinisch äußert sich die Pyotraumatische Dermatitis in einer umschriebenen, feuchten und haarlosen Stelle, deren Oberfläche gelblich glänzt. Sie geht mit starkem Juckreiz einher, der zu einer weiteren Traumatisierung der Haut und damit auch zu einem Übergreifen auf tiefere Hautschichten Anlass geben kann. 
Die Therapie erfolgt zumeist örtlich (topisch) mittels antibakteriellen Shampoos oder Cremes.